# Final del individual masculino del Abierto de Australia 2012
La Final del individual masculino del Abierto de Australia 2012 fue el partido por el campeonato de tenis del individual masculino del Abierto de Australia 2012 entre Novak Djokovic y Rafael Nadal, en ese momento clasificados como los jugadores número 1 y 2 del mundo respectivamente. Djokovic derrotó a Nadal en cinco sets, quedándose así con la final más larga en la historia de los Grand Slam según duración (5 horas 53 minutos), superando las cuatro horas y 54 minutos del récord establecido anteriormente en la final del US Open 1988 entre Mats Wilander e Ivan Lendl. El juego es considerado como uno de los mejores partidos de tenis de todos los tiempos. Con ambos jugadores jugando en sus niveles más altos, el partido es memorable por ser una guerra de desgaste y por la impecable calidad y duración del juego entre Djokovic y Nadal. Antes de esta final, Novak Djokovic jugó su partido de semifinales contra Andy Murray en un partido que duró 4 horas y 50 minutos.

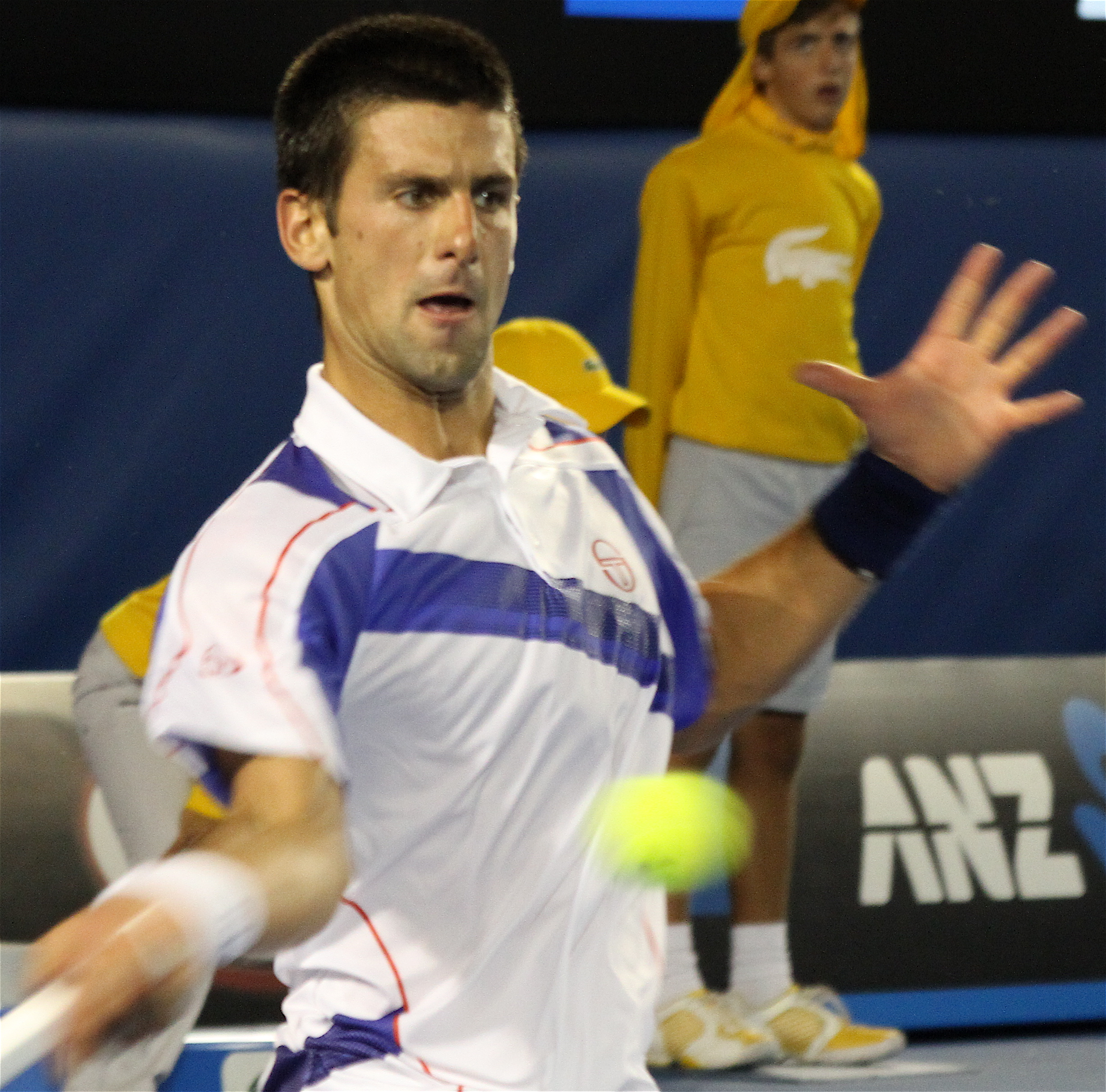
Novak Djokovic

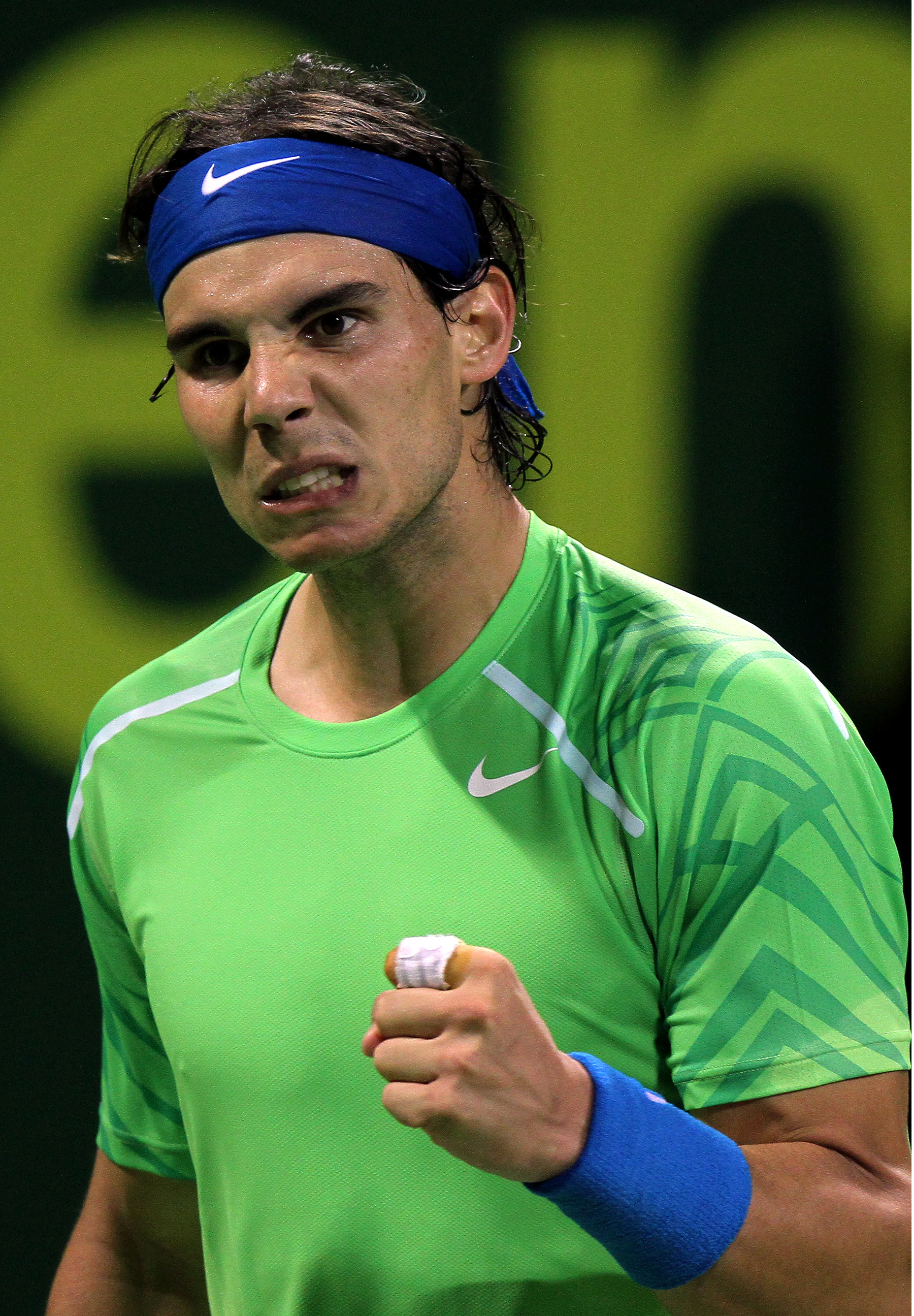
Rafael Nadal

## Partido
1° set: En el primer set Nadal quebraría primero en el quinto juego para quedar 3-2 arriba, después confirmó el quiebre tras salvar dos breaks points (4-2) dos games después Djokovic le devuelve el quiebre quedando 4-4, en el 5 iguales el español le quebró el servicio al serbio y cerró el set por 7-5 ganando su servicio después de una larga batalla de desgaste de 80 minutos.
2° set: En el segundo set fue igualmente de igualado que el primero, Djokovic se mostró mejor con tiros potentes y planos, a pesar de la resistencia de Nadal este se vio postegardo y terminó cediendo en el cuarto juego (3-1), en el noveno juego Nadal salvó tres puntos de set y quebró el servicio del serbio para quedar 4-5 abajo y más tarde entregaría el segundo set tras una doble falta por 6-4 así el serbio lograba nivelar el partido a un set cada uno.
3° set: El tercer set fue el más corto del partido, ya que Djokovic quebró a Nadal dos veces para llevarse el set por 6-2. En este set, Djokovic solo dejó caer dos puntos en su servicio y para liderar por primera vez.
4° set: El cuarto set fue el más emocionante del partido, ambos ganaron fáciles sus juegos hasta el séptimo, en el octavo juego Nadal se encontraba 3-4 y 0-40, con Djokovic encendiendo las alarmas, pero Nadal sacó su garra y ganó 5 puntos seguidos para seguir vivo en el partido, tras quedar igualados 4-4 la lluvia hizo parar el encuentro 10 minutos, una vez reanudado el partido Nadal ganó su juego en blanco para igualar a 6 el marcador e irse a un Tiebreak, estando 5-3 arriba Djokovic (solo 2 puntos más y ganaba el campeonato) Nadal ganó dos rallies espectaculares para nivelar a 5 y luego tras una derecha larga de Djokovic terminó por llevarse el set por 7-5 gritandolo con el alma y arrodillándose en el piso tras 5 horas de una épica batalla que aún le quedaba un set más.
5° set: El set final vio de regreso el intenso partido visto en los primeros sets, parecía que la escena volcaba en contra de Djokovic, que reflejaba una imagen de cansancio y apariencia de hallarse contracturado: Nadal rompió en el sexto juego para tomar una ventaja de 4-2; Djokovic luego volvió al nivel 4-4. Finalmente, Djokovic hizo un quiebre decisivo para sacar por 6-5, con ventaja para ganar Djokovic le pedía al cielo un punto más, después de eso sacó a la "T" Nadal respondió con un slice cortó y definió con un drive paralelo, para ganar su tercer título en Australia (2008, 2011 y 2012) en 5 horas y 53 minutos por parciales de 5-7, 6-4, 6-2, (5)6-7 y 7-5. El mallorquín llamó a esta derrota como la más dura en su carrera, y el mejor partido que ha jugado. Djokovic afirmó que nunca olvidaría ese momento y que la definiría como la victoria que lo marcaría. Lo que es, en términos de duración, la final de Grand Slam más larga en la Era abierta y también el partido más largo en la historia del Abierto de Australia.

## Legado
Este partido es catalogado como el mejor de la rivalidad Djokovic-Nadal. Nadal lo llamó como la derrota más dura de su carrera pero a la vez el mejor partido que haya jugado. Djokovic dijo que fue la mejor victoria en su carrera y también comentó que fue su más alto nivel que jamás haya jugado. No solo fue la final más larga de Grand Slam (Superando las cuatro horas y 54 minutos de la victoria de Mats Wilander sobre Ivan Lendl en el US Open 1988), sino que según Tennis Channel y las cadenas de televisión del Open de Australia, fue una de las finales más vistas, a pesar de que terminó a altas horas de la noche localmente. Después del Abierto de Australia 2012, Rod Laver entregó su lista de los mejores jugadores de la Era Abierta: Djokovic ocupaba el 6º puesto y Nadal el 5º.

## Estadísticas
| Categoría                           | Djokovic     | Nadal         |
| ----------------------------------- | ------------ | ------------- |
| 1er servicio %                      | 98/166 (59%) | 137/203 (67%) |
| Ganadores % con el 1er servicio     | 67/98 (68%)  | 90/137 (66%)  |
| Ganadores % con el segundo servicio | 43/68 (63%)  | 30/66 (45%)   |
| Aces                                | 9            | 10            |
| Doble faltas                        | 2            | 4             |
| Ganadores                           | 57           | 44            |
| Errores no forzados                 | 69           | 71            |
| Ganadores-Errores no forzados       | -12          | -27           |
| Puntos ganadores recibiendo         | 83/203 (41%) | 56/166 (34%)  |
| Break point                         | 7/20 (35%)   | 4/6 (67%)     |
| Puntos en la red                    | 23/31 (74%)  | 16/19 (84%)   |
| Total pts ganados                   | 193          | 176           |
| Servicio más rápido                 | 202 km/h     | 204 km/h      |
| Velocidad promedio del 1° servicio  | 190 km/h     | 183 km/h      |
| Velocidad promedio del 2° servicio  | 150 km/h     | 136 km/h      |

## Djokovic y Nadal sobre el partido
Finalizado el partido, Novak Djokovic declaró:

"Fue obvio en la cancha para todos los que vieron el partido que los dos tuvimos, físicamente, tomamos la última gota de energía que teníamos de nuestros cuerpos, hicimos historia esta noche y desafortunadamente no pudo haber dos ganadores."

En cambio, Rafael Nadal dijo:

"Este fue un partido muy especial, pero realmente entiendo que fue un partido realmente especial, y probablemente sea un partido que va a estar en mi mente no porque haya perdido, no, porque la forma en que jugamos. Su regreso (Djokovic) sea probablemente uno de los mejores en la historia, el lo hace casi todas las veces."

## Los expertos y las reacciones de los jugadores
- "Inolvidable. Incomparable. Una nueva definición de sufrimiento para el título. Realmente no hay palabras para describir esto". - Chris Fowler
- "Crees que has visto todo, y luego eres testigo de un partido como este". - Patrick McEnroe
- "Fue un esfuerzo absolutamente sobrehumano por parte de Djokovic. Simplemente demuestra lo bueno que es. Es alucinante". - Pat Cash
- "¡Qué partida tan increíble! La mejor combinación que he visto en mi vida es segura". - Boris Becker
- "Por mucho, el mejor partido que he visto. Increíbles actuaciones de ambos muchachos". - Pete Sampras
- "Creo que este fue el mejor partido de tenis en el juego de los hombres". - Andre Agassi
- "Vaya, qué partido tan increíble de ver. Definitivamente el mejor partido que he visto". - Mats Wilander
- "Demostró lo que se necesita para vencer a este grupo superior de jugadores. Un partido realmente fantástico para ver. Uno de los mejores que he visto en mi vida". - Björn Borg

## Relacionados
- Final del individual masculino del Campeonato de Wimbledon 2008
- Final del individual masculino del Abierto de Australia 2017
- Partido Isner-Mahut de Wimbledon 2010
- Partido Federer-Del Potro de Londres 2012